# アイ・エックス・アイ
株式会社アイ・エックス・アイは、東証2部に上場していた情報システム会社。インターネット総合研究所(IRI)の子会社。

## 沿革
- 1989年（平成元年）7月 - 株式会社ジーベックスユニオン設立。
- 1997年（平成9年）12月 - 株式会社イチネンの子会社になり、株式会社イチネン・ジーベックスに商号変更。
- 1999年（平成11年）7月 - 現商号に変更。
- 2002年（平成14年）
  - 3月 - ナスダック・ジャパン（後のヘラクレス）に上場。
  - 10月 - 株式会社シーエーシー（現・株式会社CAC Holdings）の子会社になる。
- 2004年（平成16年）
  - 3月 - 東証2部に上場。
  - 10月 - 株式会社グローバルウイングスの株式を取得。
- 2005年（平成17年）8月 - 株式会社インターネット総合研究所の子会社になる。
- 2006年（平成18年）2月 - ヘラクレス上場廃止。
- 2007年（平成19年）
  - 1月 - 民事再生法を適用し東証2部上場廃止。架空取引が発覚。
  - 3月 - 同社管財人がアガットコンサルティング（バーテックス リンク子会社）とフィナンシャルアドバイザリー契約を結ぶ
  - 8月 - 管財人が既存株式全部の無償取得の許可を求める
  - 9月 - その後、同社の管財人が、同社の会計監査を担当していた新日本監査法人を相手取り、大阪地裁に損害賠償請求の訴えを起こす。
  - 11月
    - ?日 - 管財人は債権者集会にて元代表者に対する責任追及を明白に否定
    - ?日 - グローバルウィングス社の株式と貸付金18億円を投資ファンドに300万円で売却
- 2008年（平成20年）5月 - 粉飾決算の疑いで、同社の元社長ら幹部4人が、大阪地検特捜部から、金融商品取引法違反容疑で逮捕される。